# Chiesa di San Pietro Apostolo (Parona)
La chiesa di San Pietro Apostolo è la parrocchiale di Parona, in provincia di Pavia e diocesi di Vigevano; fa parte del vicariato di Mortara e Cassolnovo.

## Storia
La prima citazione di una chiesa a Parona è da ricercare in un documento datato 1259 dal quale si apprende che la cura d'anime era retta da un sacerdote chiamato Jacubus; tale chiesa è nuovamente citata nelle Rationes decimarum della diocesi di Pavia redatte tra il 1322 e il 1323.
Nel 1588 venne edificata grazie al contributo dei De Marchi-Tornielli una nuova chiesa di maggiori dimensioni, la cui consacrazione fu impartita nel 1598. La struttura, che si componeva di una sola navata e il cui campanile era dotato di tre campane venne in seguito dotata di una nuova facciata rivolta ad occidente.
Nel 1802 la chiesa crollò in parte a causa di un forte sisma; la struttura fu riparata, ma nel 1821 il soffitto collassò e, quindi, si decise di edificare una nuova chiesa ex novo.
L'attuale parrocchiale venne costruita nel 1832 anche grazie al contributo della popolazione locale, che partecipò attivamente ai lavori prestando la sua mano d'opera e che finanziò l'opera imponendosi la tassa di una lira all'anno fino all'estinzione del debito contratto con l'impresa edile.
Nel frattempo, come stabilito dalla bolla Beati Petri del 17 luglio 1817 dal successivo breve Cum per nostras litteras del breve 26 settembre 1817 di papa Pio VII, la chiesa era passata dalla diocesi di Pavia a quella di Vigevano.
Dalla relazione della visita pastorale del vescovo Vincenzo Forzani s'apprende che i parrocchiani erano 1746, che il giuspatronato apparteneva ai baroni Tornielli e che la parrocchiale aveva come filiale l'oratorio di San Siro Vescovo, in cui aveva sede la confraternita del Santissimo Sacramento.
La consacrazione fu impartita il 14 ottobre 1900, come testimoniato da una lapide posta nella chiesa.
Il 6 gennaio 1971, con decreto del vescovo Luigi Barbero, la chiesa venne aggregata alla zona pastorale nord ovest, per poi tornare nel vicariato di Mortata il 1º gennaio dell'anno successivo.

## Descrizione
La chiesa si presenta a tre navate ed è caratterizzata da pilastri circolari e da volte a botte.
 Opere di pregio conservate all'interno sono vari affreschi e l'organo, realizzato nel 1893 dal novarese Alessandro Mentasti e caratterizzato da cinquantotto tasti e ventisette pedali.